# Rhynchodontodes antistropha
Rhynchodontodes antistropha is een vlinder uit de familie spinneruilen (Erebidae). De wetenschappelijke naam is voor het eerst geldig gepubliceerd in 1962 door Vári.
De soort komt voor in tropisch Afrika.